# Qiu Yufang
Qiu Yufang (chinesisch 丘玉芳, Pinyin Qiū Yùfāng, auch: Chiu Yufang; * 1949 in Jakarta, Indonesien) ist eine chinesische Badmintonspielerin. 

## Leben
Qiu Yufang wurde 1949 als Tochter eines in den 30er Jahren als Kaufmann nach Indonesien ausgewanderten Überseechinesen in Jakarta geboren. Sie stammt aus einer ursprünglich in Meixian, Provinz Guangdong, ansässigen Familie von Hakka, einer der zahlreichen Untergruppen der Han-Chinesen. 1965 gewann sie die städtische Badminton-Jugendmeisterschaft von Jakarta. Im April des folgenden Jahres schickte ihr Vater sie, zusammen mit ihrer Schwester, zurück nach China, wo sie in Fujian in ein Badminton-Trainingscamp aufgenommen wurde. Im Februar 1972 wurde sie nach Peking versetzt und in die Badminton-Frauennationalmannschaft aufgenommen.

## Karriere
Qiu Yufang gewann bei den Asienspielen 1974 Silber im Damendoppel mit Lin Yu Ya. Vier Jahre später reichte es noch einmal zu Silber in der gleichen Disziplin, diesmal jedoch mit Zheng Huiming an ihrer Seite. Mit dem Damenteam gewann sie bei der gleichen Veranstaltung Mannschaftsgold. Bei der Badminton-Weltmeisterschaft 1978 erkämpfte sie sich Silber im Doppel mit Cheng Huiming.